# Friederike Heller
Friederike Heller (* 1974 in West-Berlin) ist eine deutsche Theaterregisseurin, Dramaturgin und Professorin für Schauspielregie.

## Leben
Heller wuchs in West-Berlin in einem musik- und literaturaffinen Elternhaus auf. Sie studierte von 1996 bis 2000 Schauspielregie an der Universität Hamburg. Noch während ihres Studiums führte sie vermehrt Regie am Theater in der Fabrik in Dresden. Erste größere Aufmerksamkeit bekam Heller 2000 mit der Adaption des Romans Elementarteilchen von Michel Houellebecq am Staatstheater Dresden. 2004 wurde sie für Unertagblues nach Peter Handke am Burgtheater Wien zur Nachwuchsregisseurin des Jahres der Theaterzeitschrift Theater heute gewählt. Seither hat sie unter anderem am Staatstheater Dresden, Staatstheater Stuttgart, den Münchner Kammerspielen, dem Schauspiel Köln, Schauspiel Hannover, Deutschen Theater Berlin, Theater Neumarkt Zürich, Deutsches Schauspielhaus Hamburg, Thalia Theater Hamburg und der Schaubühne Berlin Regie geführt. Zwischen 2009 und 2012 war Heller als Dramaturgin und Regisseurin Teil des Ensembles der Schaubühne Berlin. 2022 berief die Hochschule für Schauspielkunst Ernst Busch in Berlin Heller zur ordentlichen Professorin für Schauspielregie.
Heller wohnt mit ihrem Mann Patrick Wengenroth und ihren zwei Kindern in Berlin.

## Inszenierungen (Auswahl)
- 2000: Elementarteilchen nach Michel Houellebecq, Staatstheater Dresden.[2][3]
- 2002: Norway.today von Igor Bauersima, Münchner Kammerspiele[8]
- 2003: Tag der Gnade von Neil LaBute, Burgtheater Wien[2]
- 2003: fake reports von Kathrin Röggla, Schauspiel Köln[9]
- 2004: Unertagblues nach Peter Handke, Burgtheater Wien[2]
- 2005: Die Blendung nach Elias Canetti, Schauspielhaus Graz[10]
- 2006: Väter und Söhne nach Iwan Turgenew, Staatstheater Stuttgart[11]
- 2007: Spuren der Verirrten von Peter Handke, Burgtheater Wien[12]
- 2007: Die Dummheit von Rafael Spregelburd, Staatstheater Stuttgart[13]
- 2008: Doktor Faustus – My Love is a Fever nach Thomas Mann, Burgtheater Wien[14],
- 2009: Dann heul doch! von Friederike Heller, Thalia Theater Hamburg[15]
- 2009: Trilogie des Wiedersehens von Botho Strauß, Staatstheater Stuttgart[16]
- 2009: Wilhelm Meisters Lehrjahre von Johann Wolfgang Goethe, Staatstheater Dresden[17]
- 2010: Der gute Mensch von Sezuan von Bertolt Brecht, Schaubühne Berlin[18]
- 2011: Antigone von Sophokles, Schaubühne Berlin[19]
- 2011: Regen in Neukölln von Paul Brodowsky, Schaubühne Berlin[20]
- 2011: Einsame Menschen von Gerhart Hauptmann, Schaubühne Berlin[21]
- 2011: Candide oder der Optimismus von Voltaire, Residenztheater München[22]
- 2012: Die Dreigroschenoper von Bertolt Brecht, Staatstheater Dresden[23]
- 2012: The Black Rider von William S. Burroughs, Tom Waits, Robert Wilson, Schaubühne Berlin[24]
- 2013: Nach Europa nach Marie NDiaye, Deutsches Schauspielhaus Hamburg[25]
- 2014: Dämonen nach Fjodor Dostojewskij, Staatstheater Dresden[26]
- 2015: Dantons Tod von Georg Büchner, Staatstheater Dresden[27]
- 2015: Archiv der Erschöpfung von Sascha Hargesheimer, Deutsches Theater Berlin[28]
- 2016: Was tun? von Friederike Heller, Theater Neumarkt Zürich[29]
- 2017: Wie kann ich dich finden, zu mir ziehen und überreden zu bleiben? von Anja Hilling, Nationaltheater Mannheim[30]
- 2018: I Love Dick von Chris Kraus, Theater Neumarkt Zürich[31]
- 2018: Ein Sommernachtstraum nach William Shakespeare, Staatstheater Dresden[32]
- 2019: Wolken.Heim von Elfriede Jelinek, Staatstheater Stuttgart[33]
- 2019: The Writer von Ella Hickson, Schauspiel Hannover[34]
- 2020: Peter Holtz. Sein glückliches Leben erzählt von ihm selbst von Ingo Schulze, Staatstheater Dresden[35]
- 2020: Zdeněk Adamec von Peter Handke, Salzburger Festspiele[36]
- 2021: Hedwig and the Angry Inch von John Cameron Mitchell, Schauspiel Hannover[37]